# Graeophonus
Il graeofono (gen. Graeophonus) è un aracnide estinto, forse appartenente all'ordine degli amblipigi. Visse nel Carbonifero superiore (circa 300 milioni di anni fa), e i suoi resti sono stati ritrovati in Europa (Inghilterra) e in Nordamerica.

## Descrizione
L'aspetto di questo aracnide doveva essere piuttosto simile a quello di un odierno ragno. Il carapace era compatto e dotato di una proiezione frontale ben sviluppata. Era presente un solo paio di occhi, posti su peduncoli arrotondati. Dal margine anteriore si protendevano due sottili chele tattili (cheliceri) specializzate per la nutrizione, mentre il primo paio di zampe era trasformato in strutture predatorie robuste, utili per catturare la preda. Le altre zampe erano lunghe e forti. L'addome, infine, era formato da dodici segmenti (somiti). In media l'animale era lungo meno di due centimetri.

## Classificazione
Descritto per la prima volta da Pocock nel 1911, questo aracnide fu inizialmente ritenuto un ragno primitivo. In seguito fu ascritto all'ordine dei Phrynichida, ritenuto ancestrale ai veri ragni. Un'ulteriore ridescrizione di Graeophonus ha portato alla luce notevoli somiglianze con gli Ambypygi, i cosiddetti ragni – frusta. In particolare, sembra che questa forma fosse un amblipigo eccezionalmente primitivo, forse ascrivibile al gruppo dei Paleoamblypygi o forse alla famiglia dei Paracharontidae, attualmente rappresentata solo da una specie. La specie più nota di Graeophonus è G. anglicus, rinvenuta nelle miniere di carbone di Coseley, in Inghilterra.

## Stile di vita
I fossili di Graeophonus sono stati ritrovati in miniere di carbone che testimoniano l'esistenza di un habitat costituito da paludi poco profonde, delta di fiumi e lagune. Questo animale probabilmente si cibava di minuscoli invertebrati che catturava con le lunghe e forti appendici anteriori.